# Manuel Vicente Pagola
Manuel Vicente Pagola (Canelones, Virreinato del Río de la Plata, 1781 - Montevideo, Uruguay, 1844) fue un militar criollo de origen oriental, que luchó en las guerras de independencia de su país y tuvo un papel destacado y polémico en la llamada anarquía del año 1820.

## Biografía
Fue soldado desde joven en las milicias rurales, y combatió contra las invasiones inglesas de 1806 y 1807. Al estallar la Revolución de Mayo luchó en el bando realista en la batalla de Las Piedras (1811). Tras la derrota cambió de bando y participó en el primer sitio de Montevideo, uniéndose más tarde a las tropas del caudillo José Artigas. Participó en la batalla de Cerrito y en el sitio de Montevideo hasta su caída en manos independentistas en 1814.
Fue enviado al Ejército del Norte, en el cual fue reconocido con el grado de coronel. Hizo la tercera campaña al Alto Perú a órdenes de su jefe del sitio de Montevideo, José Rondeau, y defendió a éste de la pretensión del general Carlos María de Alvear de despojarlo del mando. Participó en la derrota de Sipe Sipe y en la frustrada campaña contra el rebelde gobernador de Salta, Martín Miguel de Güemes. Fue dado de baja por el sucesor de Rondeau, Manuel Belgrano.
Regresó a Buenos Aires y se puso en contacto con el partido popular de Manuel Dorrego, oponiéndose a la supremacía del Director Juan Martín de Pueyrredón, que los deportó en 1817 a los Estados Unidos. Se unió con sus aliados en Baltimore, donde escribió varias notas en la prensa. En una de ellas amenazó al gobierno de Pueyrredón con volver a apoyar las pretensiones de la infanta Carlota Joaquina de Portugal al trono del Río de la Plata.
Regresó a Buenos Aires poco después de que Rondeau reemplazó a Pueyrredón y se reincorporó al ejército. Fue uno de los jefes de la infantería que luchó en la batalla de Cepeda, del 1 de febrero de 1820, y regresó a Buenos Aires a órdenes de Juan Ramón Balcarce. Apoyó al general Soler en su exigencia de disolución del Directorio y del Congreso. También apoyó a Balcarce en su efímera toma del poder.
Luchó a órdenes de Soler en la batalla de Cañada de la Cruz como jefe de la infantería. Escapó con sus tropas de la matanza y regresó a la capital; allí ocupó el Fuerte y se proclamó comandante de armas de la ciudad. Amenazó con disolver el cabildo si no se le concedía esa autoridad. Pero fue abandonado por todos, hasta que Dorrego, recién nombrado gobernador, lo convenció de entregarle el mando; había gobernado unos seis días.
Tras la derrota de Dorrego en la batalla de Gamonal, el general Martín Rodríguez fue nombrado gobernador. Los federales y algunos sectores del cabildo buscaron a Pagola para ponerse al frente de una nueva revolución que estalló el 1.º de octubre. Logró apoderarse del centro de la ciudad y reunió un cabildo abierto, que se disolvió en medio de un escándalo. El día 5 de octubre fue atacado por Rodríguez y por el teniente coronel Juan Manuel de Rosas, y sangrientamente derrotado.
Huyó a la Banda Oriental, donde se dedicó a la ganadería con permiso del gobierno portugués.
En 1826 se unió al sitio de Montevideo, donde aún resistían las autoridades brasileñas, en la misma época en que el ejército argentino hacía la campaña de Ituzaingó. En 1828 fue nombrado jefe político del departamento capital, que sólo nominalmente incluía la ciudad de Montevideo.
En 1829 fue diputado por el departamento de Durazno a la asamblea constituyente. Apoyó a Fructuoso Rivera contra Juan Antonio Lavalleja, pero después de la campaña de 1832 no volvió a actuar en política.
En 1838 regresó a Buenos Aires, llamado por el general Soler para organizar el cuerpo de policía, pero finalmente no ocupó cargo alguno.
Ejerció como diputado por el departamento de Durazno por un corto lapso en el año 1839, integrando la III Legislatura de la Cámara de Representantes de Uruguay.

## Familia
Fue hijo de Don Juan de Pagola y Medina y de Doña Concepción Ribero y Delgado-Melilla (Gustavo Dutrenit Montaño: "Descendencia Delgado-Melilla - Sucesión rioplatense del Regidor de Montevideo, Don Juan Delgado Melilla", Tº III, págs. 9 y 10. Tejuelo Editores. Buenos Aires, 2013. ISBN 978-987-28666-6-2). 
Un hijo de su segundo matrimonio con Maria Viviana Durán, también llamado Manuel Pagola (1828-1884), peleó en la batalla de Caseros, en la desastrosa campaña de César Díaz al Uruguay, contra Ángel Vicente Peñaloza y contra Felipe Varela. De regreso al Uruguay, hizo una brillante carrera administrativa y llegó al grado de general que su padre nunca alcanzó.